# 利涅罗勒 (沃州)
利涅罗勒（法語：Lignerolle）是瑞士联邦西部法语区的沃州下设的一个镇。在行政上属于沃州北汝拉区管辖。利涅罗勒的总面积为10.66平方公里。截至2010年底，总人口为385。

## 地理
利涅罗勒位于纳沙泰尔湖西南，奥尔伯河从南部边境流过。